# Walloon (Queensland)
Pour les articles homonymes, voir Wallon (homonymie).

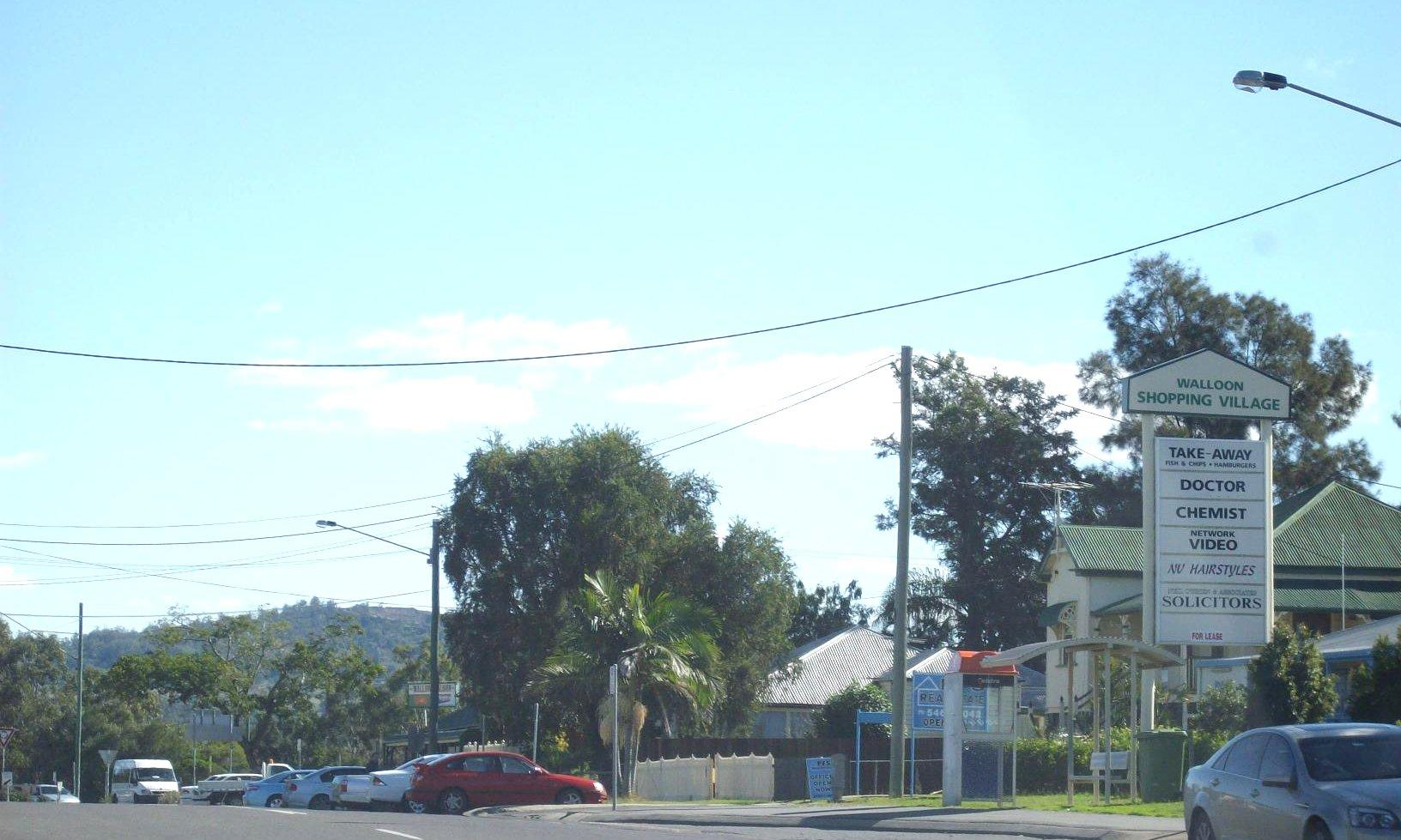
Le centre de Walloon (Queensland)

Walloon est une banlieue de Ipswich dans le Queensland (Australie). Sa population s'élève à 1532 habitants en 2006.
Le nom de la banlieue viendrait de wallon, langue romane originale des Wallons.

## Transport
La Gare ferroviaire de Walloon dessert des citytrains à Rosewood, Ipswich et Brisbane via Ipswich.

## Éducation
- La Walloon State School.